# ジャン＝バティスト・コルベール (トルシー侯)

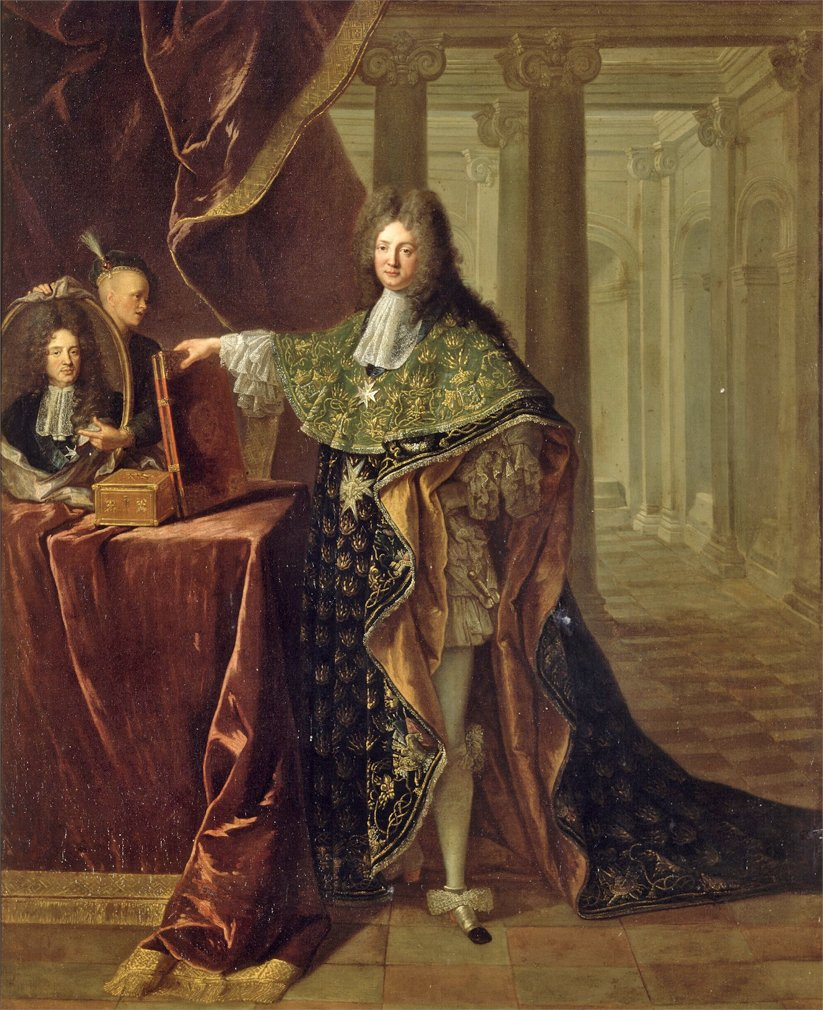
トルシー侯ジャン＝バティスト・コルベール

トルシー侯ジャン＝バティスト・コルベール（Jean-Baptiste Colbert, marquis de Torcy, 1665年9月14日 - 1746年9月2日）は、ブルボン朝フランスの政治家・外交官。フランス王ルイ14世に仕え治世後期の外交を担当した。外務大臣シャルル・コルベール・ド・クロワシーの子で財務総監ジャン＝バティスト・コルベールは伯父、同名の海軍大臣セニュレー侯は従兄に当たる。
1689年から外務省に勤務するようになり、父が没した1696年に外務大臣となり妻の父で元外相のシモン・アルノー・ド・ポンポンヌと共に大同盟戦争の終戦交渉を行い1697年のレイスウェイク条約締結に尽力、1698年に駐仏大使のポートランド伯ウィリアム・ベンティンクに接触してスペイン王カルロス2世死後の領土分割条約を1700年にイングランドと締結した。しかし、カルロス2世は条約を受け入れず同年にルイ14世の孫フィリップ（後のフェリペ5世）に領土の一括相続を明言して死去、フェリペ5世が全てのスペイン領を相続したことに反発した諸国がフランスと交戦、スペイン継承戦争が勃発した。
戦争でフランスが劣勢になり、1709年に同盟国と和睦交渉を行い、交渉が決裂した後はイギリス野党のトーリー党指導者のロバート・ハーレーらと秘密交渉を行い、1710年から元駐仏大使のジャージー伯エドワード・ヴィリアーズと交渉、1711年のジャージー急死後は国務大臣ヘンリー・シンジョンと和睦を取り纏め1712年にイギリス・フランスの単独講和を成立、1713年に駐仏大使のシュルーズベリー公チャールズ・タルボットと交渉を詰めていきユトレヒト条約を成立させた。1715年にルイ14世が死去、ルイ15世が即位すると辞任、引退生活を送った。
1715年、パリのフォーブル・サントノーレ通りにある邸宅を一部買い取り、後にオテル・ド・トルシーと名付けられた。また同年にサブレ＝シュル＝サルトにサブレ城を建設、1712年に外交官の訓練学校を設立、1712年から1715年、1717年から1720年にかけて後進の育成に務めた（1720年に閉鎖）。ルイ14世の庶子のメーヌ公ルイの妻ルイーズ・ベネディクトの文芸サロンに招待され、ルイーズが設立した蜜蜂騎士団の1人に選ばれている。
1746年、80歳で死去。在任中の活動を記した回想録が出版され、ヴォルテールは『ルイ十四世の世紀』で正直で誠実な人物と評している。